# Буше, Мари-Жанна
Мари́-Жа́нна Буше́, урождённая Бюзо́ (фр. Marie-Jeanne Boucher, Buzeau; 8 января 1716, Париж — 30 декабря 1796, там же) — французский живописец и гравёр, супруга Франсуа Буше.

## Биография и творчество
Мари-Жанна Буше родилась 8 января 1716 года в Париже в семье буржуа Жана-Батиста Бюзо и Мари-Анны Седвиль. В семнадцатилетнем возрасте она вышла замуж за художника Франсуа Буше. Церемония бракосочетания прошла в парижской церкви Сен-Рок. Вначале пара жила в фамильном доме семейства Буше на улице Сен-Тома-дю-Лувр; именно там родились трое их детей. Дочери впоследствии вышли замуж за учеников отца, а сын стал архитектором и гравёром. С 1752 года и вплоть до смерти Франсуа Буше в 1770 году супруги жили в Лувре, где у художника была мастерская.
Считается, что Мари-Жанна служила мужу моделью для многочисленных богинь и нимф, которых он изображал на своих картинах. Вероятно, именно она позировала для одной из самых известных работ Буше, «Триумф Венеры» (1740), а также для картины «Купание Дианы» (1742), хотя некоторые исследователи подвергают эту вероятность сомнению на том основании, что у Буше была другая излюбленная модель, которую он писал ещё когда та была совсем юной. Мадам Буше неоднократно писали и другие художники, в том числе Морис Кантен де ла Тур, Густаф Лундберг и Александр Рослин (работы ла Тура и Лундберга не сохранились).
Мари-Жанна Буше принимала участие в работе мужа, создавая миниатюрные копии его картин и гравюры по его рисункам. Она намного пережила своего супруга и после его смерти получала пенсию, назначенную ей маркизом де Мариньи. После смерти старшей дочери Мари-Жанна получила её квартиру в Лувре.
Мари-Жанна Буше умерла в Париже 30 декабря 1796 года.